# Aroga xyloglypta
Aroga xyloglypta is een vlinder uit de familie van de tastermotten (Gelechiidae). De wetenschappelijke naam van de soort is voor het eerst geldig gepubliceerd in 1923 door Edward Meyrick.